# 22598 Francespearl
22598 Francespearl este un asteroid din centura principală de asteroizi.

## Descriere
22598 Francespearl este un asteroid din centura principală de asteroizi. A fost descoperit pe 23 aprilie 1998 la Socorro, New Mexico, în cadrul proiectului LINEAR. Asteroidul prezintă o orbită caracterizată de o semiaxă mare de 2,28 ua, o excentricitate de 0,18 și o înclinație de 7,2° în raport cu ecliptica.